# Two Dogs

## Tracce
1. It's Alright – 4:14
2. Rescue Me – 3:57
3. Preexisting Conditions – 4:53
4. Sam Lay's Pistols – 4:20
5. Two Dogs – 3:46
6. Dirty Old Blues – 5:44
7. Shakedown – 4:19
8. Wound Up Getting High – 6:01
9. Cayophus Dupree – 4:49
10. Me Won't Back Down – 4:47
11. Chubby's Boogie – 6:08

### Tracce bonus
1. Sympathy for the Devil (live) – 5:20
2. Hallelujah (live) – 9:42